# Хоростківський професійний сільськогосподарський ліцей
ДНЗ «Хоростківський професійний сільськогосподарський ліцей» — державний навчальний заклад професійної (професійно-технічної) освіти у місті Хоросткові, Тернопільської області.

## Історія ліцею
2 жовтня 1945 року Міністерством радгоспів УРСР створена міжобласна школа механізації у Хоросткові, яка постановою Ради Міністрів УРСР № 2175 від 19 грудня 1953 року реорганізована в профтехучилище сільськогосподарського профілю і передано у підпорядкування Головному управлінню трудових резервів УРСР.
Учні тоді навчалися у пристосованих приміщеннях і мешкали на приватних квартирах. У 1956 році матеріальна база складалася з трьох тракторів і вантажного автомобіля. Цього ж року господарським способом споруджується навчальний корпус.
У 60-х роках розширюється навчально-матеріальна база училища, здають в експлуатацію гуртожиток на 240 місць, клуб, лабораторії, майстерні та ще один навчальний корпус.
За досягнуті в 1979—1980 рр. успіхи в підготовці робітничих кадрів, училище нагороджено Перехідним червоним прапором Держкомітетом УРСР з професійно-технічної освіти. З 1983 року по 2005 рік навчальним закладом керував Ігор Михайлович Гладій, який зробив вагомий особистий внесок у його розвиток, навчання і виховання молодих робітників.
У 2021 році проведено ремонт фасаду та покрівлі основної будівлі навчального корпусу за кошти Фонду регіонального розвитку.
У 01.01.1993 р. змінено назву на: Хоростківське середнє професійно-технічне училище № 27.
У 12.06.2003 р. змінено назву на: Хоростківський професійний сільськогосподарський ліцей.
У 18.07.2014 р. змінено назву на: Державний навчальний заклад «Хоростківський професійний сільськогосподарський ліцей».

## Перелік спеціальностей
- 5122 «Кухар»
- 7412 «Кондитер»
- 5141 «Перукар (перукар-модельєр»
- 7212 "Електрогазозварник"
- 8322 Водій автотранспортних засобів

- «Водій автотранспортних засобів категорія B, C»;

- 8331 Тракторист-машиніст сільськогосподарського виробництва

- «Тракторист-машиніст сільськогосподарського виробництва категорія A1»;

- 8331 Тракторист-машиніст сільськогосподарського виробництва

- «Тракторист-машиніст сільськогосподарського виробництва категорія A1, A2, B1, B3»;

- 7233 «Слюсар з ремонту сільськогосподарських машин та устаткування»

Форми навчання: денна.

## Керівництво
- Мостова Фаїна Савеліївна (1964—1983),
- Гладій Ігор Михайлович (1983—2005),
- Чорній Борис Васильович (2005—2008),
- Ясьоньків Василь Іванович (2008—2017),
- Павлик Марія Степанівна (2017—2021),
- Гайдук Галина Станіславівна (2021—2024),
- Павлик Марія Степанівна (2024—),

## Випускники
- Дадерко Віталій (* 2000) — чемпіон України з важкої атлетики.
- Вальчишин Богдан (* 2000) — чемпіон України, дворазовий чемпіон Європи та бронзовий призер світу з армспорту.(https://tnpu.edu.ua/news/9540/).